# トヨタ・クラウンセダン
クラウンセダン（CROWN SEDAN）は、かつてトヨタ自動車が生産・販売していた高級セダン型乗用車、セダン型商用車である。ここでは2023年より生産・販売している富裕層向けセダン型乗用車16代目クラウンのセダンタイプについても記述する。

## 概要
トヨタ・クラウンはデビュー当初から窓枠を備えた4ドアのセダン型乗用車/商用車であった。他にワゴン、2ドアハードトップ、貨物車のライトバン、ピックアップなどの派生車種はあったが、4ドアセダンがクラウンの基本の車型であり販売の中心だったため、カタログには「クラウンセダン」と明記されていなかった。
1974年、クラウンでサッシュレスドアを備えた4ドアタイプのハードトップ（以下「HT」と表記）が初めて登場した5代目のS80・100系以降のモデルではマーケティング上、個人ユーザー向けはサッシュレスの2ドア/4ドアのHT、法人ユーザー向けは窓枠付きの4ドアセダンという棲み分けになった。4ドアHTと窓枠付きの4ドアセダンを区別する必要が生じたため、この代から窓枠付きの4ドアが「クラウンセダン」と呼ばれるようになり、カタログにもそう明記されるようになった。
5代目クラウンのカタログの3ページ目には、4ドアHTについて「セダンとも、ハードトップとも違う第3のスタイリング。新しい高級車となるかたち、4ドアピラードハードトップ＜パーソナルセダン＞がニュークラウンに新しく加わりました。」と書かれており、4ドアハードトップが個人ユーザー向けの商品であることが明示されている。
クラウンの2ドアHTは110系をもって廃止されたため、トヨタの日本国内市場のマーケティング上、個人ユーザー向けのクラウンは10代目までサッシュレスの4ドアHTが担うことになり、窓枠付きのセダンとの棲み分けがなされた。逆に海外仕様のクラウンは、150系の移行に伴いクラウンの海外販売が中止されるまで、窓枠付きのセダンタイプのまま輸出が継続された。クラウンの4ドアHTは日本国内専用車に近く、7～8代目が中東などの一部地域に若干数輸出されたに過ぎない。
10代目クラウンの150系までは、窓枠付きのタイプはクラウンのセダン型という位置づけであり、ロイヤルサルーンやパトカー仕様、タクシー仕様、教習車仕様などが存在した。正式な車種名は「クラウンセダン型（セダン系）」であった。
クラウンセダンは主として公用車・社用車、ハイヤー、個人・法人タクシー、パトカー、教習車といったビジネスユース向けのモデルであったが、いずれの代のクラウンセダンも、一般ユーザーが購入可能であった。
2001年に登場した10系（XS・BS10系）クラウンセダンからは、車種の性格がX80型マークIIセダンをベースとしたクラウンコンフォートの装備および内外装を充実させたモデルという位置づけに大きく変更された。そのため、XS10系は本来のクラウンとの設計上の結びつきはほとんど存在せず、市場でも150系までのクラウンセダンと、XS10系の違いは認識されている。3ナンバー車の設定があることや、アルミホイールを装備するオプションがあることが、クラウンセダンとクラウンコンフォートの主な相違点である。ただし、トヨタが公表している車両系統図上は、150系クラウンセダンの後継がXS10系クラウンセダンとなっている。
本流のクラウンは、1999年に登場した11代目で従来のサッシュレスのHTから窓枠を備えたセダンに変更されたが、こちらは「クラウンセダン」とは呼ばれなかった。トヨタの公式な車両系統図では、11代目クラウンは10代目クラウンHTの後継という位置づけになっている。
よって、本項でもトヨタの公式な考え方に従い、11代目から16代目までのクラウンは「クラウンセダン」として取り扱わない。
パトカーは150系までクラウンセダンを採用していたが、XS10系クラウンセダンは採用されず、11代目以降の窓枠付きとなったクラウンが採用されることになった。
16代目クラウンは日本国内の需要減少、および北米向け車種であるアバロンとの統合により、クラウン（クロスオーバー）、クラウン（スポーツ）、クラウン（エステート）、そして従来通りFRベースのセダンとなるクラウンの4種で構成されることとなった。16代目クラウンのセダンタイプは他タイプとの区別のため、外部メディアでは「クラウンセダン」と呼称されることが多い。

## 初代（シリーズ通算5代目） S80・100系（1974年 - 1979年）

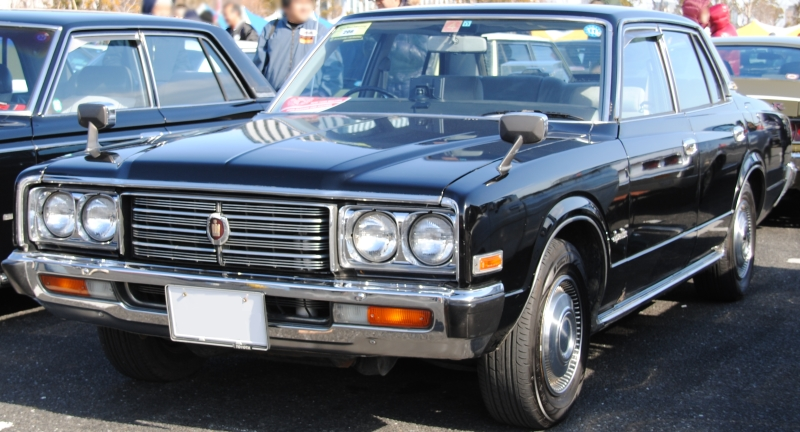
80系クラウンセダン 2000スーパーサルーン（1974年10月発売型）

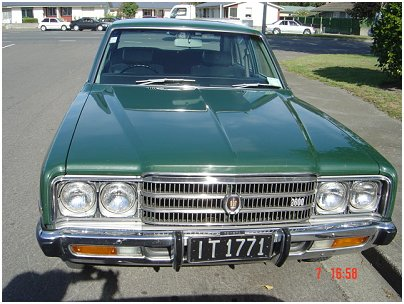
80系クラウンセダン（輸出仕様）

- 1974年10月に登場。日本国内向けの4ドアHTの発売に伴い、「クラウンセダン」という名称で登場する[5][9]。前モデルのスピンドルシェイプから直線基調のスタイルに一転した。セダンは最上級グレードに「ロイヤルサルーン」が追加された。グレードはスタンダード/デラックス-A（従来のオーナーデラックス）/デラックス/スーパーデラックス/スーパーサルーン/ロイヤルサルーンの6種類[5]。エンジンはM型6気筒2,000ccを中心に4M型2,600cc6気筒とタクシー用LPG仕様の5R型4気筒。LPG仕様には6気筒M型エンジン車の設定もあり、型式はMS80（M型）RS80（5R型）MS85（4M型）であった。スタンダードは総輪ドラムブレーキとタクシー専用のインパネを採用し、計器盤を改造することなくタコグラフと料金メーター・無線機の取付に対応していた。冷房装置は吊り下げ式クーラー。
- 1976年5月 - 2000EFIのみ51年排ガス規制適合。型式はセダン/ハードトップ共通のC-MS100型。
- 1976年11月 - マイナーチェンジ/内装色を同系色で統一（STDとDX-A除く）/AT車に足踏み式パーキングブレーキの採用。
- 1977年10月 - L型2,200ccディーゼルエンジン搭載車を追加。
- 1978年2月 - 再度のマイナーチェンジでテールランプにはフォードサンダーバード風にクラウンの王冠のマークが入る。フロントのクリアーランプもサイドまで回りこむデザインに変更された。
- 1978年9月 - ディーゼルエンジン搭載車に4速オートマチックを追加（ただし寒冷地仕様車には設定無）。

## 2代目（シリーズ通算6代目） S110系（1979年 - 1983年）

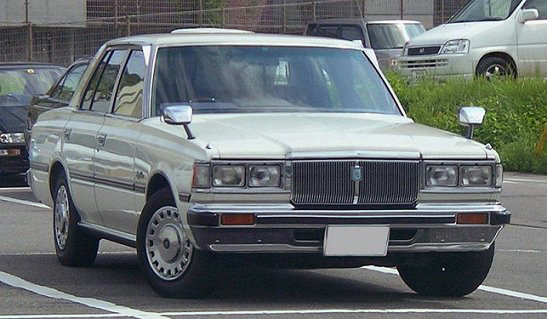
110系クラウンセダン

- 1979年9月に登場。タクシースタンダード・スタンダードは丸目4灯シールドビームと総輪ドラムブレーキ、デラックス以上は角目4灯ライト[注釈 5]と前輪ディスクブレーキ[注釈 6]だった。

グレードはタクシーSTD/STD/DX-A/DX/スーパーDX/スーパーサルーン/ロイヤルサルーンの7種類。エンジンは、2,600cc車は排気量が拡大された2,800ccの5M-EU型、既存の6気筒2,000ccM型および5R型4気筒LPG・L型4気筒ディーゼル。
タクシースタンダード仕様はタクシー専用グレードで、計器盤もタクシー専用・冷房装置も吊り下げ式クーラーとなっている。
- 1980年1月 - M型6気筒LPG仕様を追加。
- 1980年11月 - 6気筒2000ターボ車を追加。タコメーターが装備される。既存グレードは一部変更でパワーウインドにロック機構を追加/DX-A以上の2,000cc車はバンパーモールが大型化される。
- 1981年8月 - マイナーチェンジで異形2灯に変更された（但し、タクシースタンダード・スタンダードは丸型4灯シールドビーム）。スーパーデラックス以上はヘッドランプ一体型フォグランプを装備。2000EFIは軽量・コンパクトの1G-EUに変更され、AT車は2ウェイOD付で燃費を大幅に向上した。2,800cc車にはDOHC車も追加された。6気筒LPG車にはフロアAT車を追加。
- 1982年8月 - ディーゼル車の出力向上を求める声に応じ、ターボディーゼル車を追加。L型2200ディーゼルの排気量を拡大した2,446ccの2L-T型を搭載し、96馬力までパワーアップした。

## 3代目（シリーズ通算7代目） S120系（1983年 - 1987年）

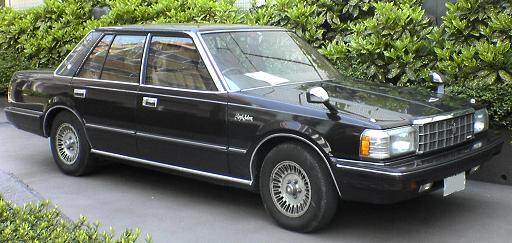
120系クラウンセダン（2800ロイヤルサルーン 1983年9月発売型）

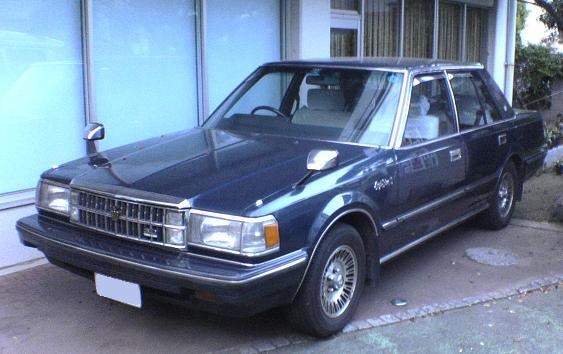
120系クラウンセダン 3000ロイヤルサルーンG（1985年型）

- 1983年9月に登場。スタンダードのみ丸目シールドビーム4灯ヘッドランプと総輪ドラムブレーキを採用しており、ロイヤルサルーンGが追加される。パトカー仕様は当初2,800ccエンジンでスタンダードボディにワイドバンパーというデザインだったが、途中で角目2灯ライトに変更されている。タクシー仕様の4気筒車は5R-PUから3Y-PUに変更された。またLPG仕様車のインパネは全車タクシー専用計器盤となった。

エンジンは、LPG仕様が2,000ccの3Y-PU型4気筒OHV・M-P型6気筒SOHC、ガソリン車は2,000ccの 1G-EU型SOHC6気筒・1G-GEU型6気筒DOHC・M-TEU型6気筒SOHCターボ、2,800ccの5M-GEU型DOHC6気筒（MS123型）、ディーゼル車は2,400ccの2L型とターボ付2L-Tの計8種類を設定。この他パトカーには2,800cc6気筒SOHCの5M-EU型（MS122Z型）が搭載され、2,000ccキャブレターのM-U型SOHC6気筒車は廃止された。ロイヤルサルーン系にはペガサスと呼ばれる伝統のペリメーター型フルフレームに4輪独立懸架サスペンションが組み合わされた。
ロイヤルサルーンG、ロイヤルサルーン、スーパーデラックス（ターボディーゼル）にタコメーターが装備された（スーパーサルーンエクストラ<ターボ車>はS110型から設定済）。
- 1984年8月 - 2,800cc・5M-GEU型エンジンを3,000cc・6M-GEU型に換装した（MS125型）。ドアミラーを可倒式に変更。ターボディーゼル・AT車に2L-THE型が追加される。
- 1985年9月 - マイナーチェンジで2,000ccのロイヤルサルーンに1G-GZEU型スーパーチャージャーが追加される。これと引き換えにM-TEU型の2000ターボは廃止され、バンバー内のフォグランプがフロントグリルに移動した。

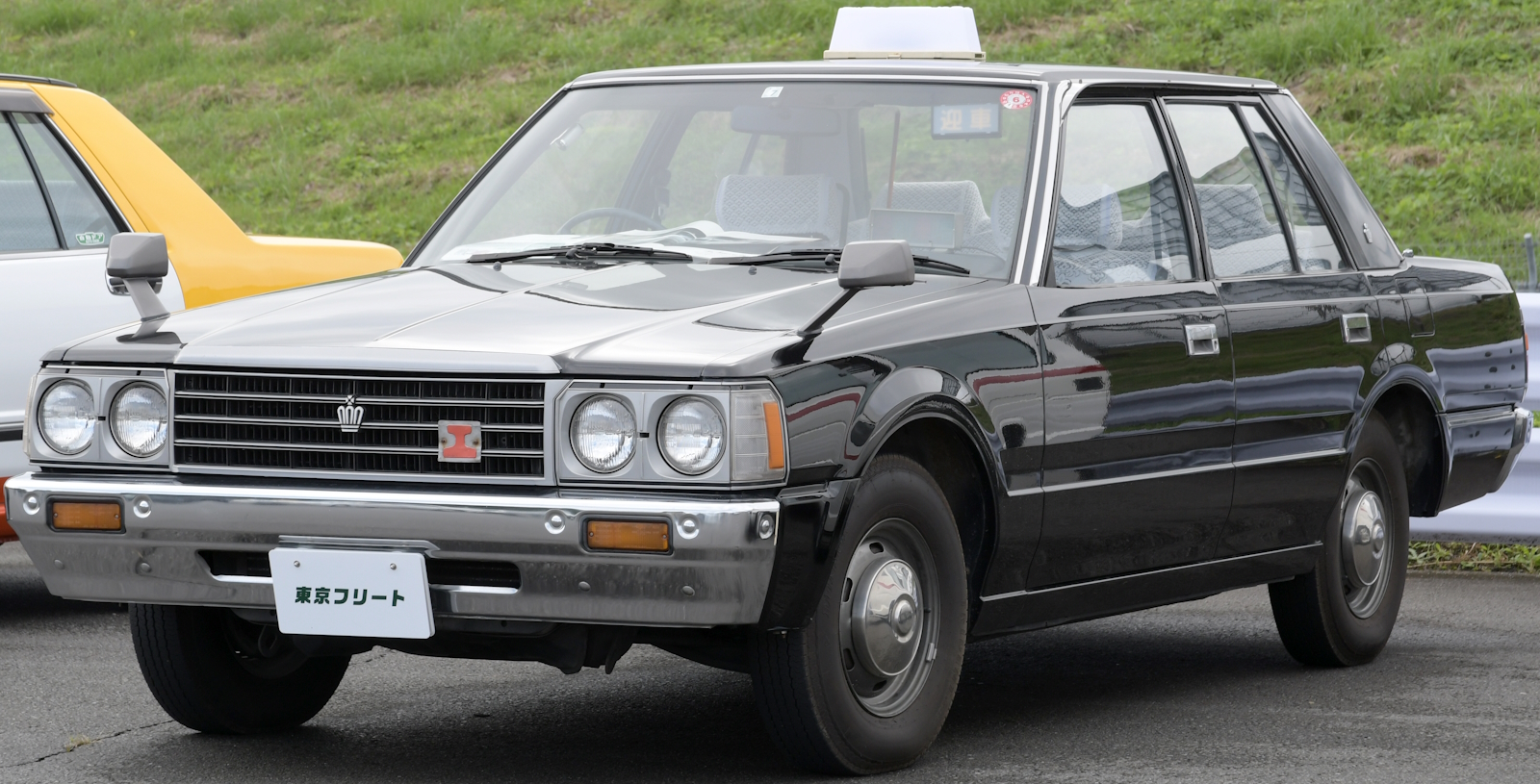
スタンダード（1983年型）
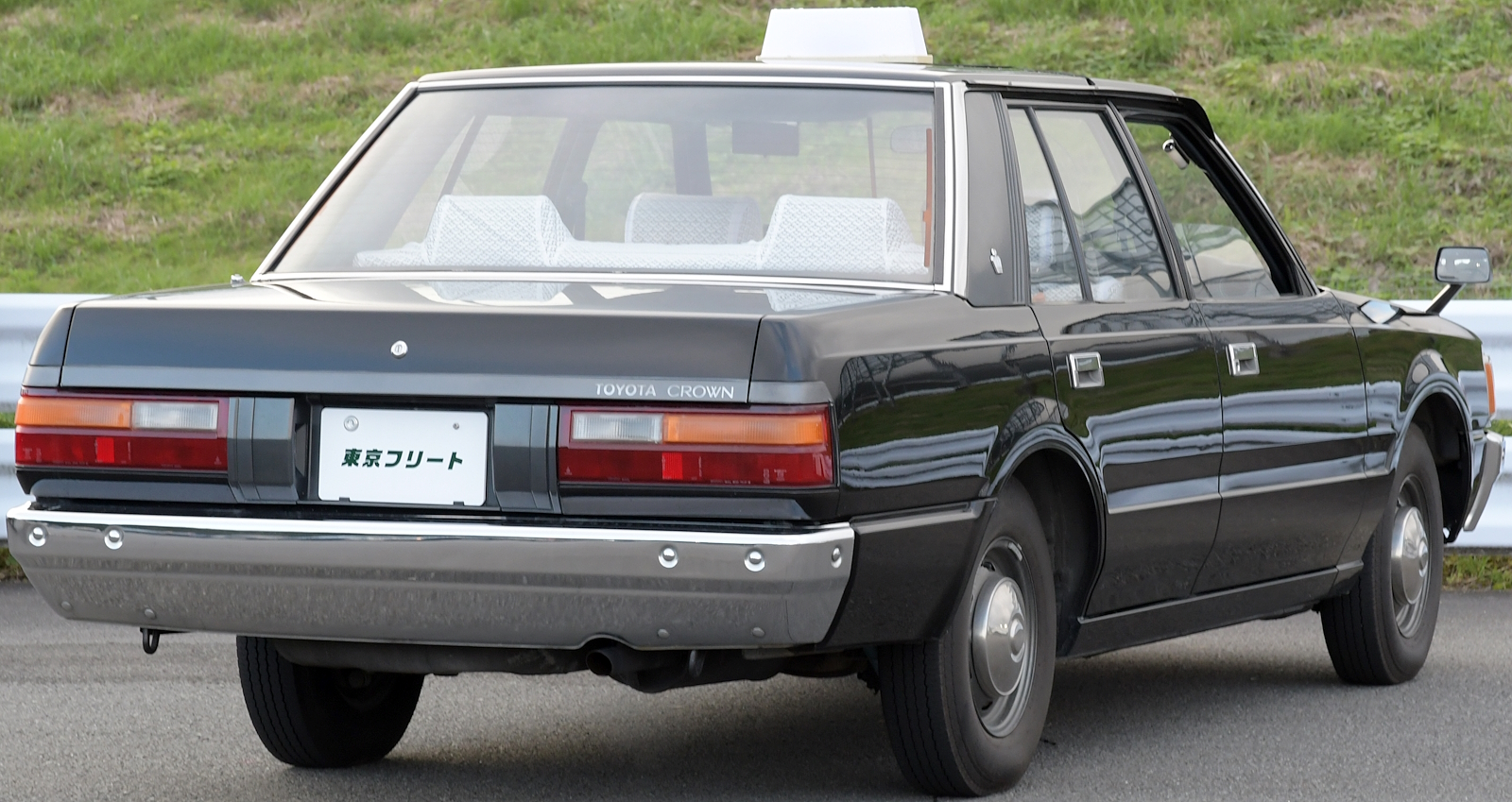
スタンダード（1983年型リア）

## 4代目（シリーズ通算8代目） S130系（1987年 - 1995年）

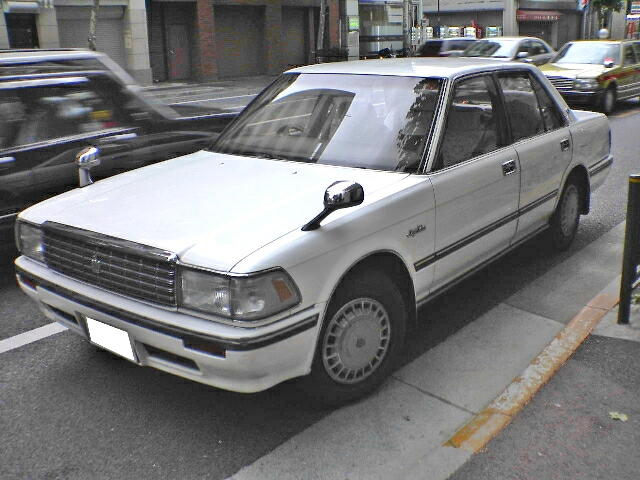
130系クラウンセダン（前期型）

- 1987年9月登場。スタンダードとデラックスの設定、および総輪ドラムブレーキの設定（スタンダードのみ）はこの代で最後となる。スタンダードのみ通り丸目シールドビーム4灯ヘッドランプと総輪ドラムブレーキ、スタンダードとデラックスでメッキスチールバンパーを採用した。ドアモールはスーパーデラックスから装備。フェンダーエンブレムは130系の前期型まで装備された。ドアミラーを電動格納式に変更した。

ハードトップは3ナンバー車が専用設計されていたのに対し、セダンの3ナンバーは5ナンバーにワイドバンパーと太めのプロテクトモールを装着したのみなので、ハードトップとは全幅が異なる、このモデルが歴代最後のフレームシャーシとなる。
すでに年式が古くなったものの、一部でカスタマイズの人気が根強く、セダン/ワゴン/バンの純正コラムシフト車は販売台数が少ないためやや高価で取引されている。スタンダードとバンに装着された丸目4灯ライト＆メッキバンパーへの改造、およびセパレートシートのフロア車をベンチシートのコラム車への改造例もある。
- 1988年9月一部改良。1G-GZEをハイオクガソリン化で170PSへ、1G-GEを140psから150psにパワーアップ、1G-Eを1G-FEに換装した。またAT車全車にシフトロック装置を装備。
- 1989年8月 - マイナーチェンジ。4.0LのV8仕様がセダンにも設定された。2.4Lディーゼルエンジンをパワーアップ（2L-THE 94ps→100ps、2L-T 85ps→94ps、2L 73ps→85ps）。6気筒LPGエンジンがM-Pから1G-GP（82ps→110ps）に変更。4気筒LPGエンジンが3Y-Pから電子制御キャブレターの3Y-PE（79ps→82ps）に変更される。
- 1990年9月 2.5Lの1JZ-GEを搭載した2500ロイヤルサルーンを追加。セダンからは5ナンバー登録（1G-GZE、1G-GE）のロイヤルサルーンは廃止。

- 1991年11月にハードトップは140系にモデルチェンジされたが、セダンは外装・内装の各種意匠変更を中心とした大規模なマイナーチェンジを実施して継続生産された[注釈 7]。

営業車6気筒LPGエンジン車にロイヤルサルーンが追加された。
このマイナーチェンジに伴い、これまでのM型エンジンから140系ハードトップにも搭載されたJZエンジンに変更（3.0Lが対象、2.5Lは1990年の改良で搭載済み）された。またセダン・バンに関わらず、スタンダードにもフロントディスクブレーキ（ベンチレーテッドタイプ）とパワーステアリング（エンジン回転数感応油圧式）が標準装備された。テールランプはデラックス系列とロイヤルシリーズでそれぞれ異なりロイヤルシリーズでは80系マークII（ハードトップ）風のものが採用された。
ハードトップMTは130系までであるが（S140系以降はATのみ）、セダンは150系前期型まで設定されていた（一般向けは2.0L車のみの設定、パトカー用には3.0LのMT仕様が製造されていた）。2L-T、2Lエンジンを廃止され、ディーゼルエンジン搭載車はATのみとなった。営業車はLPGエンジンのみとなる。2500スーパーサルーンエクストラを追加。2000・3ナンバー車スーパーサルーンエクストラにタコメーター装着。
- 1992年10月 - セダンの5ナンバー車に2000スーパーサルーンエクストラが復活。タコメーターを標準装備。
- 1993年8月 - 一部変更。3ナンバー車はフロントグリルに4本のタテ線が入る。その他エアコンの代替フロン化、セダンのスタンダードは4気筒LPG車のみとなりフロアシフトのAT車が追加された。2400EFIターボディーゼルエンジンを2L-THEから2L-TEに換装した。

パトカー仕様はほとんどが廃車となっているが、サスペンスドラマなどでは劇用車としてよく使用されている。
- 1995年11月[10] - 生産終了。在庫対応分のみの販売となる。
- 1995年12月 - 5代目にバトンタッチして販売終了。

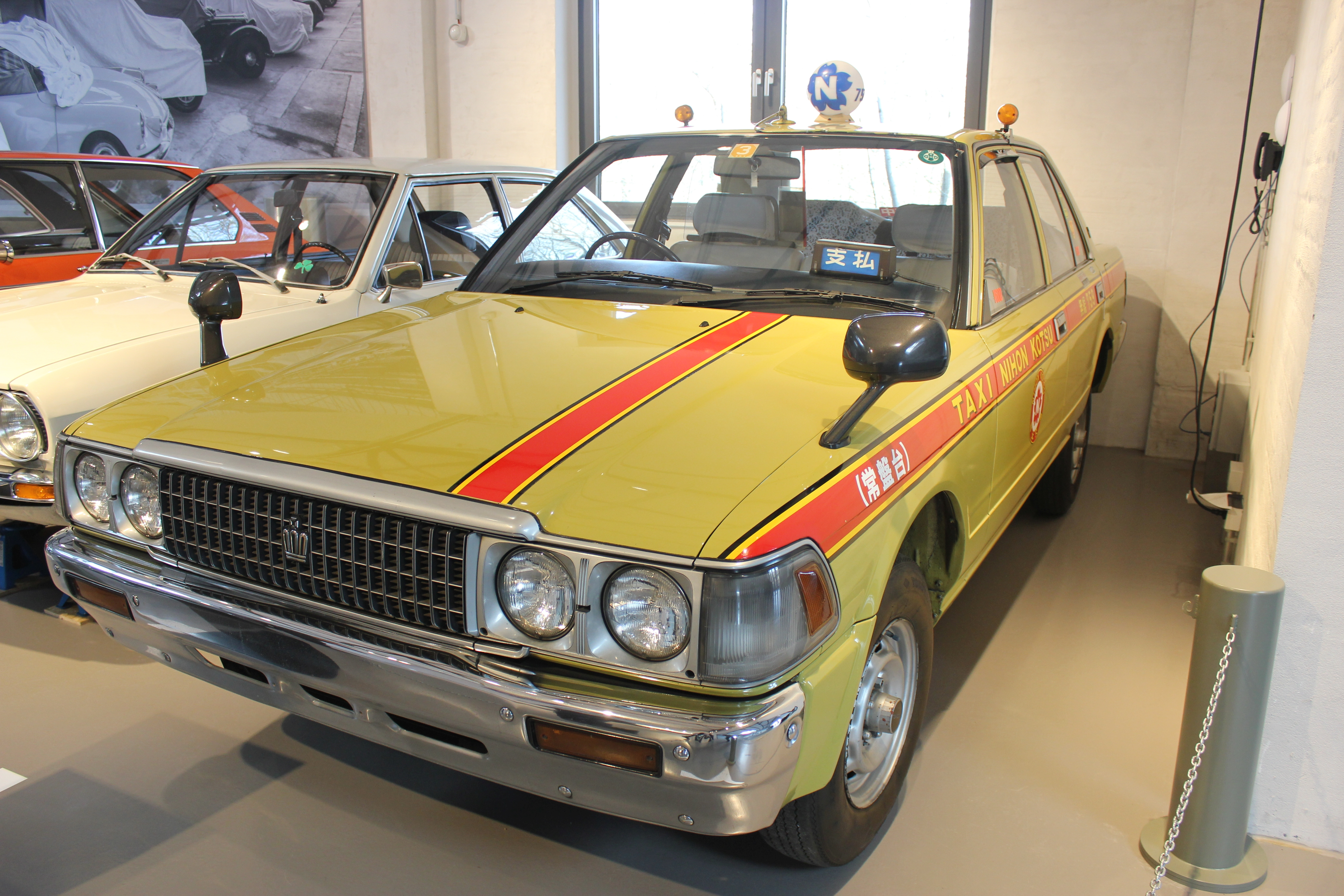
130系クラウンセダン前期型タクシー
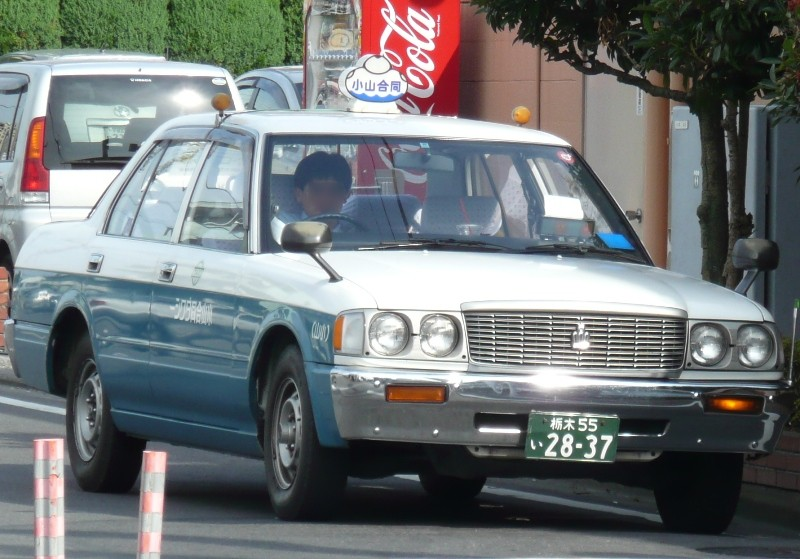
130系クラウンセダン後期型タクシー
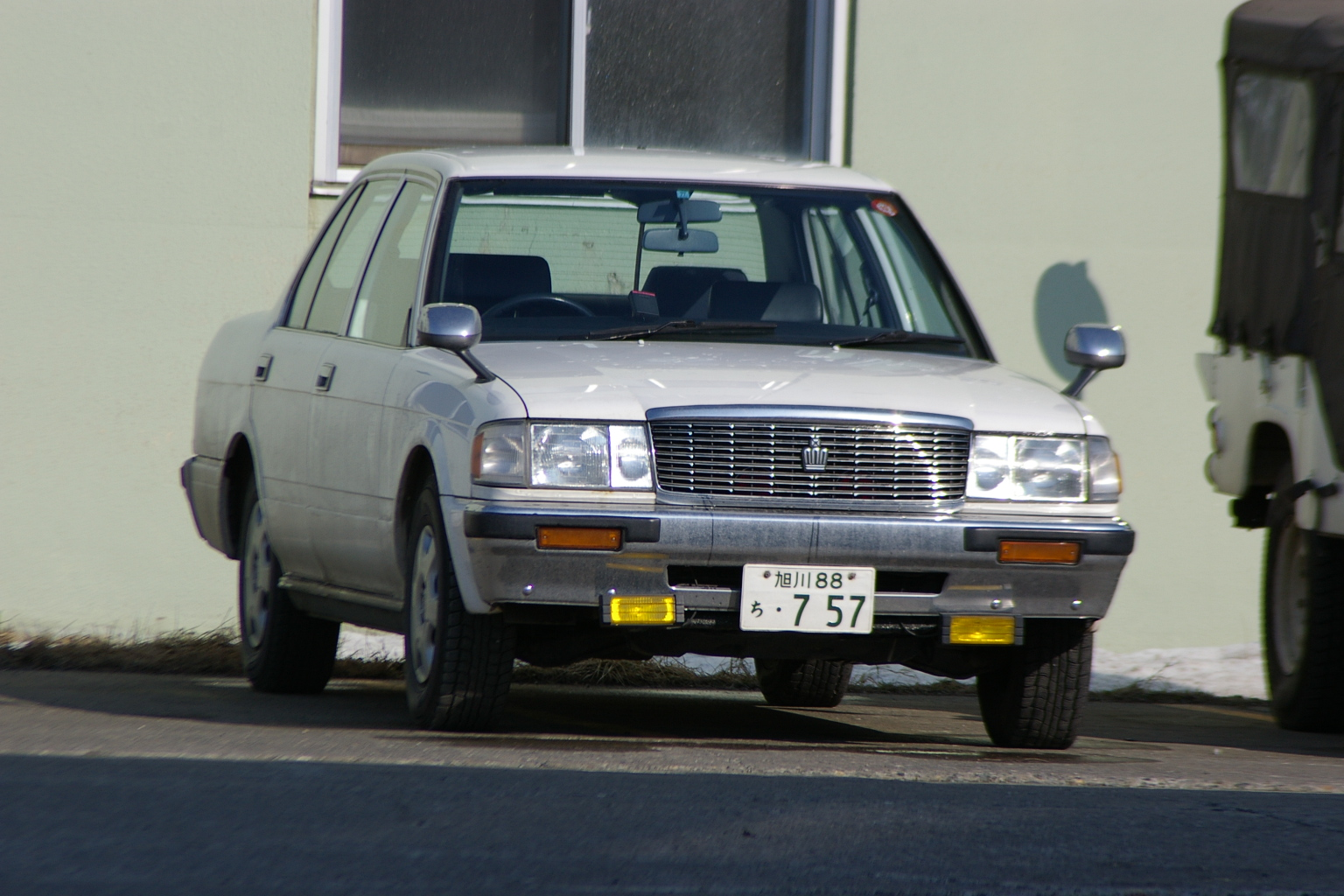
130系クラウンセダン デラックス（1991年型）陸上自衛隊警務隊の覆面パトカー

## 5代目（シリーズ通算10代目） S150系（1995年 - 2001年）
この代からモノコックボディが採用された。MT車もAT車もフロアシフトのみである（150系以外のモデルにはコラムシフトの設定があった）。MT車の総生産数が400台弱と非常に少ない。前述のとおり、この代まで中国・中近東向け左ハンドル仕様が輸出されていた。
主なグレードは、以下の4種類が設定された。特徴と共に記述する。全グレード4輪独立懸架・4輪ディスクブレーキを標準装備。
- ロイヤルサルーンG - 運転席・助手席にもパワーシートを装備。2JZ-GE 3.0L(2,997cc)搭載。JZS155型。クルーズコントロール機能付き本革巻きステアリングを装備。
- ロイヤルサルーン - アルミホイールを装備する。後輪にもディスクブレーキを装備。内装も充実している。2JZ-GE, JZS155型。1JZ-GE 2.5L(2,491cc), JZS151, JZS153型(4WD,"i-Four")。2L-TE, LS151H型（1999年発売型まで）。キーレスエントリーの装備が可能。
- スーパーサルーンE（エクストラ） - 外見的にロイヤルサルーンに類似するが、5ナンバーサイズ、4WDも存在した。1JZ-GE、または1G-FE 2.0L(1,988cc)を搭載。JZS151,JZS153,GS151(H)型。1G-FE車には、アルミホイールやジャカードモケット・シート表皮（ロイヤルサルーンと共通）、キーレスエントリーを装備するオーナードライバー向けの「ロイヤルSパッケージ[注釈 8]も設定された。
- スーパーデラックス - 1G-FE, GS151型。2L-TE, LS151型（1999年発売型まで）。5ナンバー。

- 1995年12月 - 150系にフルモデルチェンジ。

全グレード、SRSエアバッグ・ABSを標準装備する。スタンダードやデラックスなどの法人タクシー仕様はクラウンコンフォートに移行され廃止される。コラムシフト車も廃止。但し個人タクシー・ハイヤー向けの6気筒LPGエンジン車は継続設定され（スーパーデラックス、同Qパッケージ、ロイヤルサルーンの3種）、電子制御キャブレターの1G-GPEに換装された。ガソリン車は4WDも設定された。マークIIセダンが廃止されたことに伴いパトカーに2.0Lが追加された。また、企業や官公庁向けに特化した従来のデラックス相当のスーパーデラックスDパッケージ（パワーウィンドウ＝フロントのみ、プロテクトモール＝装着せず、他）も存在したが、非常に数が少ない。
ワゴン・バンは1999年の170系エステート登場まで130系が継続生産される。
この代のみトヨタテクノクラフトの特装車扱いでCNG車が設定された。
- 1996年9月 - 1JZ-GEをVVT-i化（180ps→200ps）。
- 1997年7月 - マイナーチェンジ。1G-FE車のATをECT化と同時に出力を135ps→140psに向上。ロイヤルサルーン/Gでは、メータがオプティトロン化される。
- 1998年8月 - 1G-FEもVVT-i化（140ps→160ps）と同時にECTをECT-iE化。ガソリン車は、排ガス記号が、GF-に変化。
- 1999年9月 - マイナーチェンジ。ディーゼルエンジン廃止と3.0Lのパトカー仕様を除きMT車廃止。Cピラーエンブレムには王冠マークの下にSEDANの表記が追加され、フロント両端のウインカーが前面はバンパー内から車幅灯内へ、側面は車幅灯一体からフェンダー後部へ移動。
- 2001年7月[11] -生産終了。在庫対応分のみの販売となる。
- 2001年8月 - 車種整理により3ナンバー仕様車はセダン化された170系ロイヤルシリーズに合流。5ナンバー仕様はクラウンコンフォートの兄弟車にフルモデルチェンジされる。

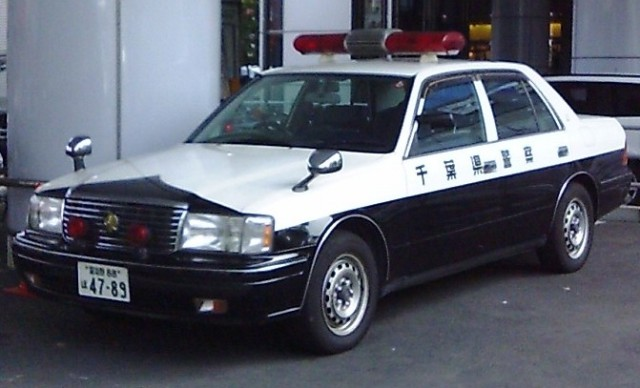
150系前期型パトカー

## 6代目（シリーズ通算11代目） XS/BS10系（2001年 - 2018年）
- 2001年（平成13年）8月 - 登場。ベースがX80型マークIIのシャーシを流用したクラウンコンフォートに変更され、X90型マークIIとシャーシを共有していた先代の150系クラウンセダンと比べてベースの設計が古くなるという逆転現象が発生した。エンジン排気量は2.0Lのみとなり、6気筒ガソリンの1G-FEと4気筒LPGの3Y-PEを設定。型式は、1TR-FPE搭載車はTSS10、1G-FE搭載車はGXS12、ハイブリッドはGBS12、3Y-PE搭載車はYXS10。

発売当初のグレードはスーパーデラックスと木目調センターコンソールやシート地に起毛タイプのジャガードモケットなどを採用するスーパーデラックスGパッケージで、
コンフォートシリーズとの相違点は横桟グリルとテールライトの大型化､サッシの黒枠化、フットリリース足踏み式パーキングブレーキ（クラウンコンフォートは、フロアシフト車がセンターレバー式、コラムシフト車がステッキ式）などである。同時に、内装も大半の部品が150クラウンセダンと同等の仕様となった。
タクシー用途向けは、主にハイグレードタクシーとして事業者に採用された。パトカー仕様は170系ロイヤルに移行された。
カタログはガソリン車とLPG車で共通化された。
- 2001年（平成13年）10月 - 6気筒LPGエンジンの1G-GPE搭載車を追加[12]。
- 2002年（平成14年）1月 - TECS特装車扱いとなる、1G-GPEエンジン搭載で3ナンパー仕様車のロイヤルサルーンを設定[13]。
- 2002年（平成14年）10月 - スーパーデラックス・マイルドハイブリッド追加。内装はGパッケージ相当のものが標準装備された[注釈 12]。LPGエンジンは3Y-PEに一本化され、1G-GPE搭載のロイヤルサルーンは廃止。代替としてスーパーデラックス・Gパッケージをベースに、バンパーとサイドモールディングを大型化し、全長/全幅を4,830mm/1,710mmとしたスーパーサルーンが追加設定された[14]。
- 2004年（平成16年）6月 - 平成17年排出ガス規制に適合し、排ガス記号がTA-からABA-に変更される（ガソリン車は適合せず）。また、法規に対応すべくベースのクラウンコンフォート同様にヘッドライトマニュアルレベリング機構とフェンダーのターンランプが標準装備され（初代bBのものを流用）、ハイマウントストップランプがLED式となった。標準仕様におけるブレーキランプとテールランプの点灯バルブ数が、寒冷地仕様と同様の数に減らされている（ブレーキランプは4個から外側2個、テールランプは6個から4個）。
- 2007年（平成19年）8月 - 排出ガス規制に適合しない1G-FE搭載車が廃止された（マイルドハイブリッド仕様は17年規制をクリアしていたため継続）。さらに3Y-PE搭載車に設定されていたコラムシフト車も廃止した。
- 2008年（平成20年）4月 - マイルドハイブリッドの生産を終了。ガソリン仕様が廃止された。
- 2008年（平成20年）8月21日 - LPGエンジンをこれまでのOHV・電子制御キャブレターエンジンの3Y-PE型から、ダイナやトヨエースにも搭載される液体噴射仕様のDOHC・VVT-iエンジンの1TR-FPE型に変更されたことで出力は従来の79PSから116PSにまで向上している[15]。型式もTSS10に編入され、全車にトヨタ・ストップ&スタートシステムとリヤシートの自立式シートベルトバックルを標準装備とした。また、フロントエンブレムはS170系クラウンと共通の立体仕様からクラウンコンフォートで採用されていた金メッキに変更され[注釈 13]、前席と後席の灰皿は今回からメーカーオプションとなり、スーパーデラックス系に装着されるホイールカバーはデザインこそ従来型と同一だが、光沢仕様（ハイラスター塗装仕上げ）となっている。
- 2010年（平成22年）11月 - 一部改良。LPG燃料冷却装置を設定。1TR-FPE型エンジンの最高出力が116PSから113PSにダウンし、シガーライターが電源ソケットに変更され、ドアサッシュのブラックアウト処理が塗装からテープに変更された。
- 2012年（平成24年）7月2日 - 一部改良。全車にプラズマクラスターを採用し（入れ替わりに空気清浄器を廃止）、新衝突安全基準に対処すべく、リア中央席に3点式シートベルトを、リア左右席にISOFIX対応チャイルドシート固定専用バーなどを標準装備した。また、全席のヘッドレストが大型化されると同時に「スーパーサルーン」と「スーパーデラックス・Gパッケージ」に装着されていた助手席側ヘッドレストの中折れ機能、ならびに後席ヘッドレストの前後調整機能は廃止された（上下調整機能は継続採用）[16]。
- 2013年（平成25年）10月28日 - 一部改良。新たにVSC&TRCを標準装備して安全性能を強化し、スピードメーター&タコメーターにメーター照度コントロール機能を追加した[17]。
- 2017年（平成29年）6月8日 - 受注受付終了。同時にホームページへの掲載を終了した。受注した分は2018年1月まで生産しその翌月を以って販売終了[18]、クラウンセダン名義としての歴史に一旦、幕を下ろすこととなった。

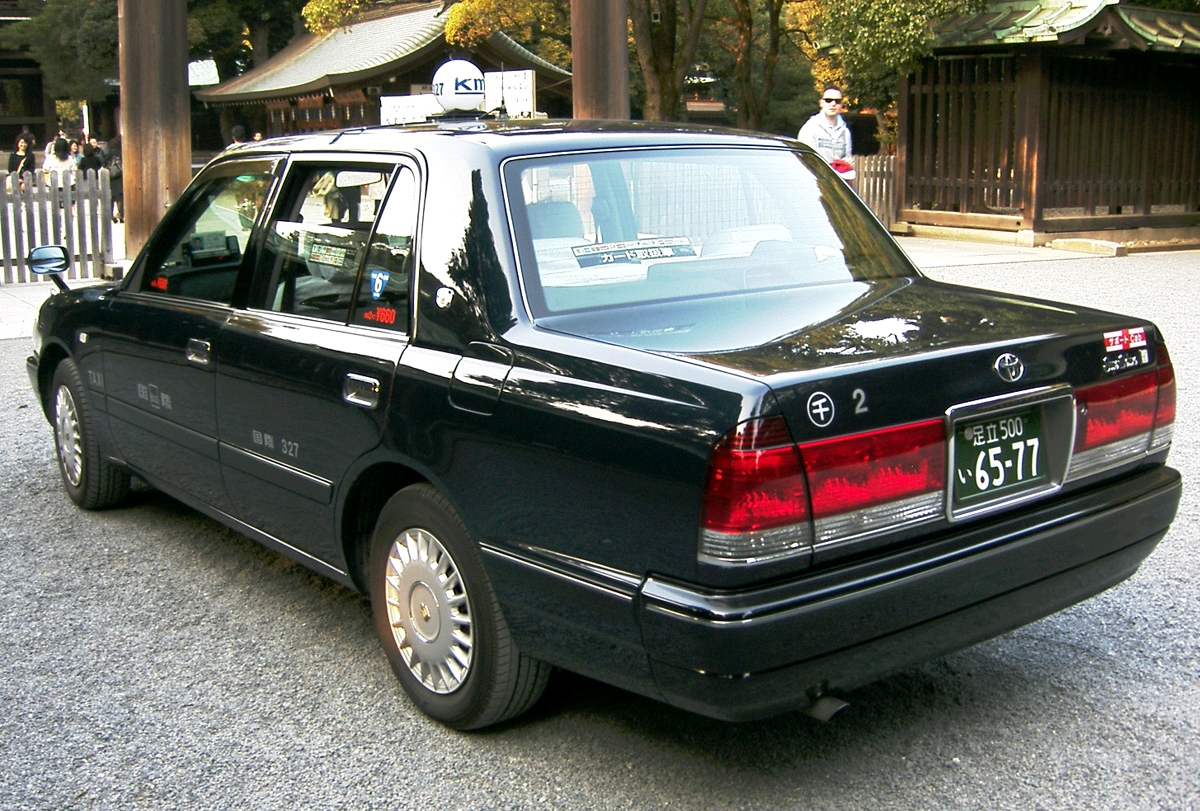
スーパーデラックスGパッケージ（リア） 2004-2008年型
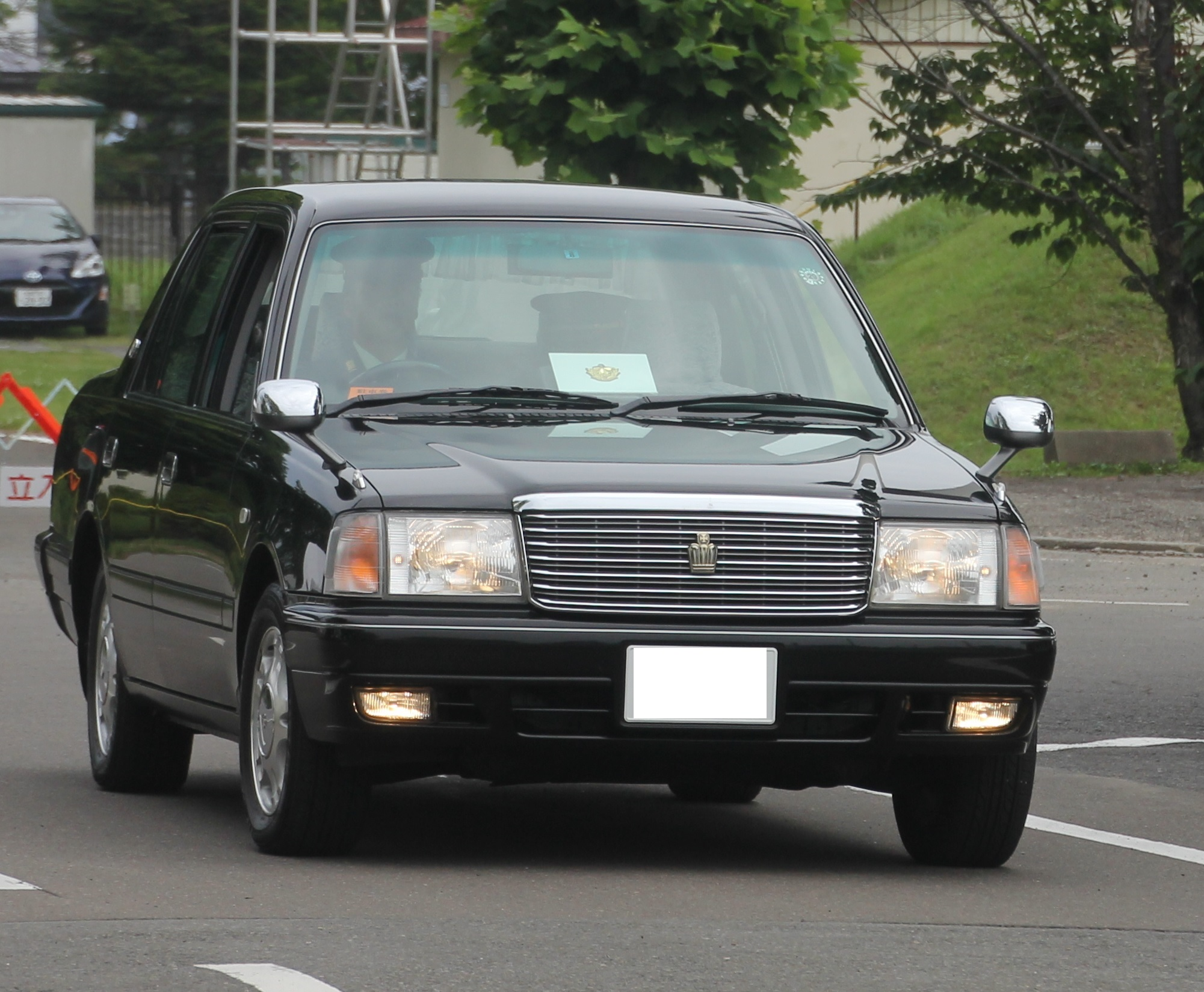
スーパーデラックスマイルドハイブリッド 2004-2008年型
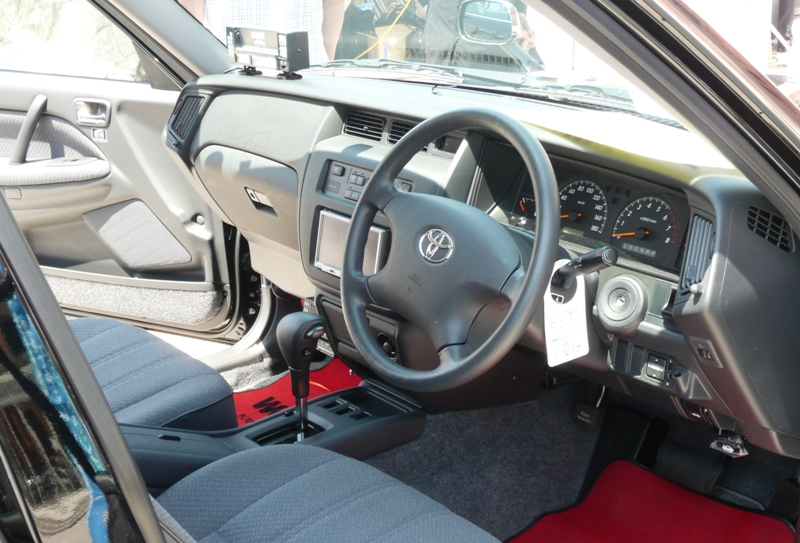
スーパーデラックス（車内）

## 16代目クラウン（無印、シリーズ通算12代目） AZSH32/KZSM30型（2023年 - ）

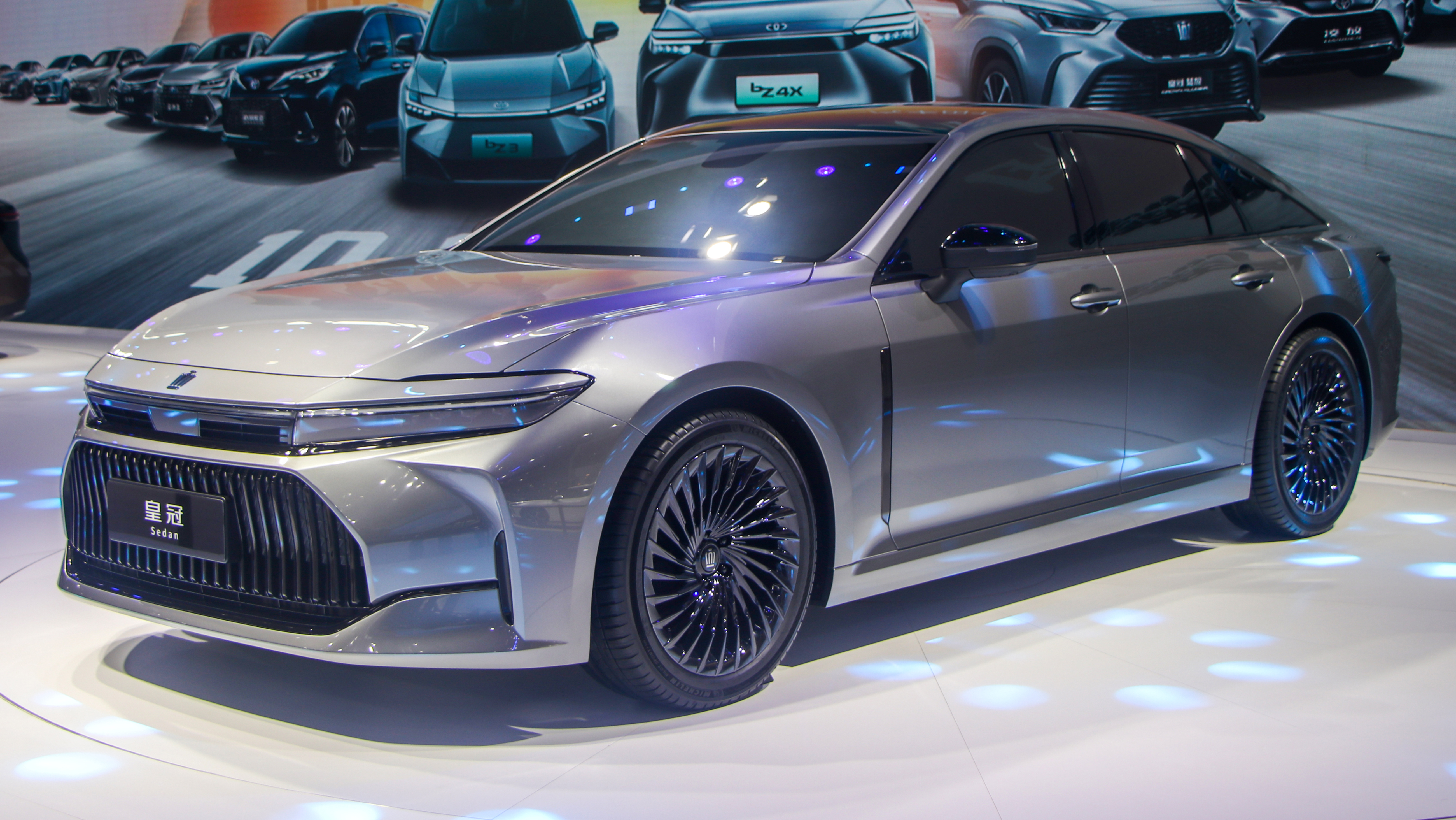
中国仕様

- 2022年7月15日 - オンラインで開催されたワールドプレミアでクラウン（クロスオーバー）、およびクラウン（スポーツ）、2代目クラウン（エステート）と共に発表された[19]。この時は2023年以降を目途に投入される予定とされた。
- 2023年4月12日 - スポーツ・エステートと共に発表時期と写真を公開。駆動方式が、先行して登場したクラウンクロスオーバーとは異なる後輪駆動（FR）であることが公表された[注釈 15]。発売時期が2023年秋予定とアナウンスされる[20]。
- コンセプト･キーワードはニュー・フォーマル。
- 2023年11月2日 - 公式発表（同日より注文受付開始、11月13日発売開始）[21]。

グレード体系はクラウンスポーツ同様に「Z」のみとなる。パワートレインは2.5 LダイナミックフォースエンジンであるA25A-FXS型のベースにモーターと有段ギアを組み合わせた、トヨタ車初となるマルチステージハイブリッドシステムを採用したハイブリッド車（HEV）と、2代目MIRAIと同じシステムを用い、高圧水素タンク3本と燃料電池を搭載した、同車種として初の燃料電池車（FCEV）の2種類が設定される。テクノロジーシンボルマークは“BEYOND ZERO”タイプとなり、ハイブリッド車はクラウンスポーツ同様にリア右下に「HEV」エンブレムを、燃料電池車は「FCEV」エンブレムがリア右下に加えてサイドにも装着される。
ホイールベースは6代目セダンに比べて215mm、15代目クラウンに比べて80mmそれぞれ長い3,000 mm（3 m）となり、後席空間の拡大に充てられている。フロントフェイスは「ハンマーヘッド」と「アンダープライオリティ」と呼ばれる大型台形グリルで構成される。リアはLEDコンビネーションランプが横一文字となり、その真下中央に「C R O W N」のバラ文字ロゴを配したデザインとなった。
「Toyota Safety Sense」はプロアクティブドライビングアシスト（PDA）などが追加された改良型が搭載されており、パーキングサポートブレーキは前後方静止物・後方接近車両・周囲静止物・後方歩行者に対応する。高度運転支援機能の「トヨタ チームメイト」も導入され、駐車をサポートする「アドバンストパーク」と高速道路・自動車専用道路走行時での運転負荷を軽減させる「アドバンスト ドライブ（渋滞時支援）」で構成される。
ボディカラーはクロスオーバー・スポーツとの共通色となるプレシャスホワイトパールとプレシャスブロンズ、クロスオーバーとの共通色であるプレシャスシルバーとプレシャスメタルに加え、黒系はセダン専用のプレシャスブラックパール、セダン専用色としてマッシブグレーを設定。マッシブグレー以外は全色メーカーオプション扱いとなる。
- 2025年5月22日 - 特別仕様車「Z"THE 70th"」・「Z"THE LIMITED-MATTE METAL"」を発表（6月2日発売）[22]。

クラウン（クロスオーバー）から設定されているクラウン70周年記念の第2弾として設定されるもので、「Z"THE 70th"」は外観は20インチアルミホイールをマットブラック塗装に、モール類（ヘッドランプ・ロアグリル・ベルト・リアバンパー）とフェンダーガーニッシュをベース車ではメーカーパッケージオプションの「ブラックパッケージ」に設定されている漆黒メッキ加飾にそれぞれ変更され、「70th」ロゴ入りの専用サイドデカールをメーカーオプションに設定。内装はインテリアカラーを特別設定のブラックラスターに変え、杢目調パネルをブラック化。シフトノブは70thロゴ入りのプレミアムへグレードアップされ、インパネ・スマートキー・マニュアルケースにはTHE 70thのロゴ（インパネはレーザー刻印）が入り、フロントのLEDドアカーテシランプはTHE 70thロゴ入りのプロジェクションカーテシイルミへ変更される。ボディカラーは標準設定のモノトーンに加え、特別設定色としてプレシャスメタル×プレシャスホワイトパールとプレシャスメタル×プレシャスブラックパールのバイトーン2色（メーカーオプション）も設定される。
「Z"THE LIMITED-MATTE METAL"」はクラウン専売店舗「THE CROWN」専用モデルで、ボディカラーに特別設定色のマットメタルを設定。本ボディカラーでは表面に「TMコート」と呼ばれる防汚性と汚れ除去性を持った表面特殊処理が施される。内装では本革巻き3本スポークステアリングホイール（ステアリングスイッチ周辺(シルバー)+スポーク(ダークグレーメタル)+ステッチ(グレー/かがり縫い)）と本革シフトノブ（ピアノブラック加飾）にディンプル加工を、インパネには専用レーザー加飾がそれぞれ施された。また、ベース車ではメーカーオプション設定となるデジタルキーも特別装備される。なお、20インチアルミホイール（マットブラック塗装）、漆黒メッキ加飾、特別内装色ブラックラスター、杢目調パネル（ブラック）は「Z"THE 70th"」と共通で装備される。

## 6代目までの取り扱いディーラー
- トヨタ店 （※東京地区は東京トヨペットと併売）